# 호르헤 다 실바
호르헤 오로스만 다 실바 에체베리토(스페인어: Jorge Orosmán da Silva Echeverrito, 1961년 12월 11일, 몬테비데오 ~)는 우루과이의 전 축구 선수로, 현역 시절 스트라이커로 활약했다.
나방(Polilla)이라는 별칭으로 알려진 그는 자국을 포함하여 총 4개의 국가 리그 무대를 누볐다. 2007년, 그는 선수에서 감독으로 전향했다.
다 실바는 30회 가까이 우루과이 가대표팀 경기에 출전하였고, 자국을 대표로 1986년 FIFA 월드컵과 1993년 코파 아메리카에 참가했다.

## 선수 경력

### 클럽 경력
다 실바는 몬테비데오 출신으로 1977년에 페닉스를 대표로 신고식을 치렀다. 그는 이후 다누비오를 잠시 거쳐 1978년에 데펜소르로 입단했다.
1982년 말, 다 실바는 스페인으로 건너가 바야돌리드로 이적하였고, 1983-84 시즌에는 리그 최다 득점자로 피치치의 주인공이 되ㅣ었는데, 당시 불과 30번의 경기에만 출전했다. 그는 1부 리그 득점왕에 등극한 두 번째 바야돌리드 선수로, 같은 시즌에 구단의 첫 주요 대회 우승인 코파 데 라 리가 우승컵을 안겨주었다. 이후, 그는 레알 마드리드로 떠난 우고 산체스이 대체자로서 아틀레티코 마드리드로 이적하여 맹활약을 했는데, 2년 동안 라 리가 경기에서 21골을 기록했고, 1985년에는 코파 델 레이를 우승하고 수페르코파 데 에스파냐도 정상에 올랐다.
1987년, 다 실바는 남아메리카 무대로 복귀했는데, 아르헨티나의 리버 플레이트로 이적했다. 2년 후, 그는 콜롬비아로 이주해 아메리카 칼리의 선수가 되었고, 4년 동안을 활약하면서 카테고리아 프리메라 A 우승을 두 번 했다.
다 실바는 이 곳에서 1년을 보냈는데, 미요나리오스를 거친 다 실바는 우루과이 무대에 복귀해 친정 데펜소르에 재입단했고, 그 곳에서 거의 36세가 되어서 현역 은퇴를 선언했다.

### 국가대표팀 경력
1982년 2월 20일, 2-2로 비긴 대한민국과의 네루컵에서 신고식을 치른 다 실바는 25번 더 출전했다. 그는 1986년 FIFA 월드컵에 참가한 선수단 일원들 중 한 명으로, 네 번의 경기 중 세 번의 경기에서 무득점으로 침묵했고, 경고도 두 차례 받았다.

## 감독 경력
다 실바는 은퇴 후 감독일을 시작했는데, 우선 우루과이의 청소년 국가대표팀을 맡았고, 빅토르 푸아 휘하의 성인 국가대표팀 수석 코치를 겸임했다. 2007년, 그는 친정 데펜소르로 복귀했는데, 2007-08 시즌에 프리메라 디비시온에서 정상에 올랐고, 이듬해 코파 리베르타도레스에서도 8강에 오르는 성과를 냈다. 2년 후, 그는 사우디 프로페셔널 리그의 알 나스르 감독이 되었다.
2010년 12월 15일, 아르헨티나 프리메라 디비시온에 소속된 고도이 크루스는 다 실바를 오마르 아사드의 후임 감독으로 내정했다. 2012년 2월 27일, 그는 같은 리그에 속한 반피엘드를 거쳐 모국의 페냐롤 지휘봉을 잡았고, 2012-13 시즌 리그 우승을 포함해 2번의 대회 우승을 거두었다.
2013년 6월 19일, 다 실바는 UAE 프로 리그의 바니야스 감독이 되었다. 그는 2016년 1월에 페냐롤로 복귀했고, 알 나스르 감독을 다시 맡았지만, 페냐롤에서는 성적 부진으로 10월 9일에 경질되었다.
2017년 9월 4일, 다 실바는 아메리카 칼리의 새 감독으로 임명되었다.
그는 2019년 10월 12일에 다시 아랍 에미리트로 돌아갔는데, 알-이티하드 칼바의 감독으로서 1년 계약을 체결했다.

## 수상

### 선수
바야돌리드
- 코파 데 라 리가: 1984[16]

아틀레티코 마드리드
- 수페르코파 데 에스파냐: 1985

아메리카 칼리
- 카테고리아 프리메라 A: 1990, 1992

### 감독
데펜소르
- 우루과이 프리메라 디비시온: 2007–08; 2007 아페르투라, 2009 클라우수라

페냐롤
- 우루과이 프리메라 디비시온: 2012–13; 2012 아페르투라

알 나스르
- 사우디 프로페셔널 리그: 2014–15

### 개인
- 트로페오 피치치: 1983–84[17]